# 卡洛斯·冈萨雷斯 (篮球运动员)
卡洛斯·E·冈萨雷斯·加略（西班牙語：Carlos E. González Gallo，1930年—2018年7月18日），乌拉圭男子篮球运动员，曾代表乌拉圭国家队参加1956年夏季奥运会男子篮球比赛，最终获得一枚铜牌。